# Deutscher Krimipreis
Der Deutsche Krimipreis (ursprünglich Deutscher Krimi Preis) ist ein undotierter deutscher Literaturpreis für Romane aus dem Genre der Kriminalliteratur. Von einer Jury werden jedes Jahr jeweils drei deutschsprachige Erstausgaben in den Kategorien national und international ausgezeichnet.

## Geschichte
Der Preis wurde im Jahr 1985 vom Bochumer Krimi Archiv (bestehend aus dem Journalisten Reinhard Jahn und dem Werbetexter Werner Puchalla) als erster deutschsprachiger Kritikerpreis im Genre der Kriminalliteratur ins Leben gerufen und seither jedes Jahr im Januar verliehen. Anders als beim Friedrich-Glauser-Preis, der von der Autorengruppe Das Syndikat vergeben wird, sind die Juroren Literaturwissenschaftler, Kritiker und Buchhändler. Mit dem Preis sollen nach eigener Definition Romane gewürdigt werden, die „inhaltlich originell und literarisch gekonnt dem Genre neue Impulse verleihen.“ Ausgezeichnet mit den Plätzen 1 bis 3 werden die besten Neuerscheinungen eines Jahres von deutschsprachigen Krimiautoren. In einer zweiten Kategorie gibt es ebenfalls drei Preise für neu auf Deutsch erschienene Werke internationaler Autoren. Der Preis wird in der Regel nicht in einer öffentlichen Veranstaltung verliehen, sondern nur der Öffentlichkeit bekannt gegeben. Bis 1998 wurde eine Urkunde in Form einer Originalgrafik ausgelobt, seither ist er undotiert. Reinhard Jahn war seit 1985 Sprecher der Jury, 2019 wurde er von Kirsten Reimers abgelöst.

## Wahlverfahren
Zum Preis werden keine Bücher eingereicht. Stattdessen wählt jede Jurorin und jeder Juror seine Favoriten aus den Neuerscheinungen des vergangenen Jahres. Digitale Veröffentlichungen sind nicht wählbar. Die Auswertung der Stimmen nimmt das Bochumer Krimi Archiv nach einer Punktwertung vor. Somit gibt es keine gemeinsame Basis an Büchern, die alle Jurorinnen gelesen haben. Kathrin Passig kritisierte das Verfahren: „Bücher von neuen und wenig bekannten Autoren haben daher rein technisch kaum Chancen, von genügend Jurymitgliedern überhaupt wahrgenommen und in der Folge nominiert zu werden.“
Bis 2019 wurden immer im Januar die Werke des vorangegangenen Jahres ausgezeichnet. Dann wurde die Verleihung um einen Monat vorgezogen, so dass im Kalenderjahr 2019 sowohl der 35. als auch der 36. Krimipreis vergeben wurde.

## Preisträger
Die erfolgreichsten Kriminalschriftsteller in der Kategorie national sind der Schweizer Peter Zeindler, der den Deutschen Krimi Preis zwischen 1986 und 1992 viermal erringen konnte (immer Platz 1) und der Deutsche Friedrich Ani, der fünfmal zwischen 2002 und 2013 mit einem Preis ausgezeichnet wurde (einmal Platz 1, viermal Platz 2). In der Kategorie international gewann zwischen 1986 und 1996 viermal der 1995 verstorbene US-Amerikaner Ross Thomas den Deutschen Krimipreis (immer Platz 1).
| Jahr          | Preisträger (national) | Preisträger (international) |
| 1985          | 1. Helga Riedel – Einer muß tot und Wiedergänger 2. Werner Waldhoff – Des einen oder des anderen Glück und Ausbruch 3. Frieder Faist – Schattenspiele                                                     | 1. Alan Furst – Tödliche Karibik und Geschäfte im Schatten 2. Anthony Price – Ein Spiel für Profis und Die Chandos-Falle 3. Thomas Perry – Abrechnung in Las Vegas |
| 1986          | 1. Peter Zeindler – Der Zirkel 2. Peter Schmidt – Erfindergeist 3. Norbert Klugmann und Peter Mathews – Flieg, Adler Kühn und Ein Kommissar für alle Fälle                                                | 1. Ross Thomas – Mördermission 2. Len Deighton – Mexico Poker 3. Manuel Vázquez Montalbán – Carvalho und der Mord im Zentralkomitee                                |
| 1987          | 1. Horst Bieber – Sein letzter Fehler 1. Peter Schmidt – Die Stunde des Geschichtenerzählers 2. Frank Göhre – Der Schrei des Schmetterlings 3. Michael Molsner – Die Euro-Ermittler – Der ermordete Engel | 1. Ross Thomas – Schutzwall 2. Len Deighton – London Match 3. John le Carré – Ein blendender Spion                                                                 |
| 1988          | 1. Peter Zeindler – Widerspiel 2. Hans Werner Kettenbach – Schmatz oder Die Sackgasse 3. Michael Molsner – Unternehmen Counterforce                                                                       | 1. Joseph Wambaugh – Der Rolls-Royce-Tote 2. Ruth Rendell – Herzsplitter und In blinder Panik 3. Stan Lee – Dunn’s Dilemma                                         |
| 1989          | 1. Detlef Bernd Blettenberg – Farang 2. Michael Molsner – Die Ehre einer Offiziersfrau und Eu-ro-Ermittler: Urians Spur 3. Willi Voss – Das Gesetz des Dschungels                                         | 1. James Ellroy – Die schwarze Dahlie 2. Manuel Vázquez Montalbán – Manche gehen baden 3. Julian Rathbone – Grünfinger 3. Andrew Vachss – Kata                     |
| 1990          | 1. Peter Zeindler – Der Schattenagent 2. Yaak Karsunke – Toter Mann 3. Gisbert Haefs – Schattenschneise                                                                                                   | 1. Ross Thomas – Am Rand der Welt 2. James Ellroy – Blutschatten und Stiller Schrecken 3. Robert W. Campbell – Glitzerland                                         |
| 1991          | 1. Pieke Biermann – Violetta 2. Peter Schmidt – Das Veteranentreffen 3. Kurt Bracharz – Höllenengel | 1. Derek Raymond – Ich war Dora Suarez 2. Manuel Vázquez Montalbán – Schuss aus dem Hinterhalt 3. Carl Hiaasen – Unter die Haut                                    |
| 1992          | 1. Peter Zeindler – Feuerprobe 2. Jakob Arjouni – Ein Mann, ein Mord 3. Uta-Maria Heim – Das Rattenprinzip                                                                                                | 1. James Ellroy – Stadt der Teufel 2. Tom Kakonis – Abgezockt 3. David L. Lindsey – Abgründig                                                                      |
| 1993          | 1. Bernhard Schlink – Selbs Betrug 2. Martin Grzimek – Feuerfalter 3. Leo P. Ard und Michael Illner – Gemischtes Doppel                                                                                   | 1. Andreu Martin – Bis daß der Mord euch scheidet 2. Batya Gur – Denn am Sabbat sollst du ruhen 3. Jerome Charyn – Paradise Man                                    |
| 1994          | 1. Pieke Biermann – Herzrasen 2. Uta-Maria Heim – Die Kakerlakenstadt 3. Jürgen Alberts – Tod eines Sesselfurzers                                                                                         | 1. Carl Hiaasen – Grosse Tiere 2. Michael Dibdin – Schmutzige Tricks 3. John le Carré – Der Nachtmanager                                                           |
| 1995          | 1. Detlef Bernd Blettenberg – Blauer Rum 2. Sabine Deitmer – Dominante Damen 3. Gunter Gerlach – Kortison                                                                                                 | 1. Philip Kerr – Das Wittgenstein-Programm 2. Peter Hoeg – Fräulein Smillas Gespür für Schnee 3. James Lee Burke – Weisses Leuchten                                |
| 1996          | 1. Robert Hültner – Inspektor Kajetan und die Sache Koslowski 2. Robert Brack – Das Gangsterbüro 3. Regula Venske – Rent a Russian                                                                        | 1. Ross Thomas – Die im Dunkeln 2. Schulamit Lapid – Lokalausgabe 3. William Marshall – Die Ehre der Kämpfer                                                       |
| 1997          | 1. Alexander Heimann – Dezemberföhn 2. Gisbert Haefs – Das Kichern des Generals 3. Wolf Haas – Auferstehung der Toten                                                                                     | 1. Philip Kerr – Game Over 2. James Ellroy – Ein amerikanischer Thriller 3. Donna Leon – Venezianische Scharade                                                    |
| 1998          | 1. Robert Hültner – Die Godin 2. Pieke Biermann – Vier, fünf, sechs 3. John Cassar – Bogarts Bruder 3. Roger Fiedler – Sushi, Ski und schwarze Sheriffs                                                   | 1. Patrícia Melo – O Matador 2. Kenneth Abel – Köder am Haken 3. James Ellroy – Die Rothaarige                                                                     |
| 1999          | 1. Wolf Haas – Komm, süßer Tod 2. Jörg Juretzka – Prickel 3. Kurt Lanthaler – Azzurro | 1. Jerry Oster – Sturz ins Dunkel 2. Henning Mankell – Die fünfte Frau 3. Elmore Leonard – Out of Sight                                                            |
| 2000          | 1. Thea Dorn – Die Hirnkönigin 2. Wolf Haas – Silentium! 3. Wolfram Fleischhauer – Die Frau mit den Regenhänden                                                                                           | 1. Garry Disher – Gier 2. George P. Pelecanos – Das grosse Umlegen 3. Michael Connelly – Das zweite Herz                                                           |
| 2001          | 1. Ulrich Ritzel – Schwemmholz 2. Anne Chaplet – Nichts als die Wahrheit 3. Sam Jaun – Fliegender Sommer                                                                                                  | 1. Jean-Claude Izzo – Chourmo 2. Michael Connelly – Schwarze Engel 3. Henning Mankell – Mittsommermord 3. Dennis Lehane – Kein Kinderspiel                         |
| 2002          | 1. Alexander Heimann – Muttertag 2. Friedrich Ani – Süden und das Gelöbnis des gefallenen Engels 3. Jörg Juretzka – Der Willy ist weg                                                                     | 1. Garry Disher – Drachenmann 2. Yasmina Khadra – Herbst der Chimären 3. Dennis Lehane – Regenzauber                                                               |
| 2003          | 1. Friedrich Ani – Süden und der Straßenbahntrinker 2. Martin Suter – Ein perfekter Freund 3. Richard Birkefeld und Göran Hachmeister – Wer übrig bleibt, hat recht                                       | 1. Robert Wilson – Tod in Lissabon 2. Ian Rankin – Puppenspiel und Verschlüsselte Wahrheit 3. Dennis Lehane – Spur der Wölfe                                       |
| 2004          | 1. Detlef Bernd Blettenberg – Berlin, Fidschitown 2. Anne Chaplet – Schneesterben 3. Heinrich Steinfest – Ein sturer Hund                                                                                 | 1. Fred Vargas – Fliehe weit und schnell 2. George P. Pelecanos – Schuss ins Schwarze und Eine süße Ewigkeit 3. Christopher G. Moore – Stunde null in Phnom Penh   |
| 2005          | 1. Astrid Paprotta – Die ungeschminkte Wahrheit 2. Frank Schätzing – Der Schwarm 3. Oliver Bottini – Mord im Zeichen des Zen                                                                              | 1. Ian Rankin – Die Kinder des Todes 2. Arne Dahl – Falsche Opfer 3. Petros Markaris – Live                                                                        |
| 2006          | 1. Norbert Horst – Todesmuster 2. Heinrich Steinfest – Der Umfang der Hölle 3. Wolfgang Schorlau – Das dunkle Schweigen                                                                                   | 1. David Peace – 1974 2. Deon Meyer – Das Herz des Jägers 3. Arne Dahl – Tiefer Schmerz                                                                            |
| 2007          | 1. Andrea Maria Schenkel – Tannöd 2. Paulus Hochgatterer – Die Süße des Lebens 3. Oliver Bottini – Im Sommer der Mörder                                                                                   | 1. Robert Littell – Die kalte Legende 2. Pete Dexter – Train 3. Leonardo Padura – Adiós Hemingway                                                                  |
| 2008          | 1. Andrea Maria Schenkel – Kalteis 2. Heinrich Steinfest – Die feine Nase der Lilli Steinbeck 3. Jan Costin Wagner – Das Schweigen                                                                        | 1. James Sallis – Driver 2. Martin Cruz Smith – Stalins Geist 3. Matti Rönkä – Der Grenzgänger                                                                     |
| 2009          | 1. Linus Reichlin – Die Sehnsucht der Atome 2. Bernhard Jaumann – Die Augen der Medusa 3. Heinrich Steinfest – Mariaschwarz                                                                               | 1. Richard Stark – Fragen Sie den Papagei 2. Jerome Charyn – Citizen Sidel 3. Deon Meyer – Weißer Schatten                                                         |
| 2010          | 1. Ulrich Ritzel – Beifang 2. Friedrich Ani – Totsein verjährt nicht 3. Jörg Juretzka – Alles total groovy hier                                                                                           | 1. David Peace – Tokio im Jahr Null 2. Roger Smith – Kap der Finsternis 3. Ken Bruen – Jack Taylor fliegt raus                                                     |
| 2011          | 1. Bernhard Jaumann – Die Stunde des Schakals 2. Frank Göhre – Der Auserwählte 3. D.B. Blettenberg – Murnaus Vermächtnis                                                                                  | 1. Don Winslow – Tage der Toten 2. Josh Bazell – Schneller als der Tod 3. Dominique Manotti – Letzte Schicht                                                       |
| 2012          | 1. Mechtild Borrmann – Wer das Schweigen bricht 2. Friedrich Ani – Süden 3. Elisabeth Herrmann – Zeugin der Toten                                                                                         | 1. Peter Temple – Wahrheit 2. Don Winslow – Zeit des Zorns 3. Kate Atkinson – Das vergessene Kind                                                                  |
| 2013          | 1. Merle Kröger – Grenzfall 2. Friedrich Ani – Süden und das heimliche Leben 3. Oliver Bottini – Der kalte Traum                                                                                          | 1. Sara Gran – Die Stadt der Toten 2. Helon Habila – Öl auf Wasser 3. Donald Ray Pollock – Das Handwerk des Teufels                                                |
| 2014          | 1. Friedrich Ani – M 2. Robert Hültner – Am Ende des Tages 3. Matthias Wittekindt – Marmormänner | 1. Patrícia Melo – Leichendieb 2. John le Carré – Empfindliche Wahrheit 3. Jerome Charyn – Unter dem Auge Gottes                                                   |
| 2015          | 1. Franz Dobler – Ein Bulle im Zug 2. Oliver Bottini – Ein paar Tage Licht 3. Max Annas – Die Farm | 1. James Lee Burke – Regengötter 2. Liza Cody – Lady Bag 3. Oliver Harris – London Underground                                                                     |
| 2016          | 1. Friedrich Ani – Der namenlose Tag 2. Merle Kröger – Havarie 3. Zoë Beck – Schwarzblende | 1. Richard Price – Die Unantastbaren 2. Fred Vargas – Das barmherzige Fallbeil 3. Sara Gran – Dope                                                                 |
| 2017          | 1. Max Annas – Die Mauer 2. Simone Buchholz – Blaue Nacht 3. Franz Dobler – Ein Schlag ins Gesicht | 1. Donald Ray Pollock – Die himmlische Tafel 2. Liza Cody – Miss Terry 3. Garry Disher – Bitter Wash Road                                                          |
| 2018          | 1. Oliver Bottini – Der Tod in den stillen Winkeln des Lebens 2. Monika Geier – Alles so hell da vorn 3. Andreas Pflüger – Niemals                                                                        | 1. John le Carré – Das Vermächtnis der Spione 2. Viet Thanh Nguyen – Der Sympathisant 3. Jérôme Leroy – Der Block                                                  |
| Januar 2019   | 1. Simone Buchholz – Mexikoring 2. Matthias Wittekindt – Die Tankstelle von Courcelles 3. Max Annas – Finsterwalde                                                                                        | 1. Hideo Yokoyama – 64 2. Tom Franklin – Krumme Type, krumme Type 3. Denise Mina – Blut Salz Wasser                                                                |
| Dezember 2019 | 1. Johannes Groschupf – Berlin Prepper 2. Regina Nössler – Die Putzhilfe 3. Max Annas – Morduntersuchungskommission                                                                                       | 1. Hannelore Cayre – Die Alte 2. Dror Mishani – Drei 3. Denise Mina – Klare Sache                                                                                  |
| 2020          | 1. Zoë Beck – Paradise City 2. Max Annas – Der Fall Melchior Nikoleit 3. Frank Göhre – Verdammte Liebe Amsterdam                                                                                          | 1. Denise Mina – Götter und Tiere 2. Garry Disher – Hope Hill Drive 3. Kim Young-ha – Aufzeichnungen eines Serienmörders                                           |
| 2021          | 1. Merle Kröger – Die Experten 2. Johannes Groschupf – Berlin Heat 3. Susanne Saygin – Crash | 1. David Peace – Tokio, neue Stadt 2. Colin Niel – Nur die Tiere 3. Garry Disher – Moder                                                                           |
| 2022          | 1. Johannes Groschupf – Die Stunde der Hyänen 2. Oliver Bottini – Einmal noch sterben 3. Sybille Ruge – Davenport 160x90                                                                                  | 1. Riku Onda – Die Aosawa-Morde 2. Jacob Ross – Die Knochenleser 3. Cherie Jones – Wie die einarmige Schwester das Haus fegt                                       |
| 2023          | 1. Andreas Pflüger – Wie Sterben geht 2. Monika Geier – Antoniusfeuer 3. Kim Koplin – Die Guten und die Toten                                                                                             | 1. James Kestrel – Fünf Winter 2. Megan Abbott – Aus der Balance 3. Dennis Lehane – Sekunden der Gnade                                                             |
| 2024          | 1. Thomas Knüwer – Das Haus in dem Gudelia stirbt 2. Matthias Wittekindt – Hinterm Deich 3. Karina Urbach – Das Haus am Gordon Place                                                                      | 1. Jake Lamar – Das schwarze Chamäleon 2. Lavie Tidhar – Maror 3. Lisa Cody – Die Schnellimbissdetektivin                                                          |